# Kirill Meretskov
Kirill Afanasevitj Meretskov (russisk: Кири́лл Афана́сьевич Мерецко́в, tr. Kiríll Afanásevitj Meretskóv; 7. juni 1897 — 30. december 1968) var en sovjetisk general.  

## Unge år
Meretskov blev født i Rjazan-guvernementet sydøst for Moskva. Hans forældre var landsbybønder. Han meldte sig frivilligt til den kejserlige hær i 1916, hvor han arbejdede som mekaniker.  
Meretskov sluttede sig til bolsjevikkerne i august 1917 og blev stabschef i en division af Den Røde Garde (senere Røde Hær). Under den russiske borgerkrig var han på et militærakademi, som han flere gange måtte forlade for at overtage kommandoen i områder, hvor der var desperat brug for ham. Under disse slag blev han såret og blev dekoreret for tapperhed flere gange. Han fik sin eksamen fra militærakademiet i 1921. Mellem 1924 og 1931 beklædte han en række poster i Militærdistrikt Moskva. 
I 1936 forlod Meretskov Sovjetunionen for at kæmpe for Republikanerne under den Spanske Borgerkrig. Han vendte hjem i 1937. I 1939 blev han udnævnt til kommandant for militærdistriktet Leningrad.

## Vinterkrigen
Den 30. november 1939 erklærede Sovjetunionen krig mod Finland, og Vinterkrigen begyndte. Meretskov fik kommandoen over operationen, fordi han var leder af Militærdistrikt Leningrad. Hans første forsøg på at besejre finnerne blev en katastrofe. Trods overvældende numerisk og materiel overlegenhed var de sovjetiske styrker ukoordinerede og dårligt egnede til en vinterkrig. I midten af december blev offensiven stoppet på grund af mislykkede angreb og store tab. Det var imidlertid ikke Meretskov, der var den skyldige. Den strategiske plan for krigen var helt igennem sund, men den taktiske udførelse på divisionsniveau og derunder var katastrofalt dårlig. De fleste sovjetiske generaler havde ingen erfaring, især efter udrensningerne i officerskorpset i slutningen af 1930'erne. Hertil kom at Meretskovs ledelse af operationen blev vanskeliggjort af beslutninger taget af hans overordnede, folkekommissær for forsvaret, Kliment Vorosjilov, som var øverstkommanderende for operationen. 
Ikke desto mindre fratog Stalin Meretskov kommandoen og satte ham i stedet i spidsen for den 7. armé, som også havde deltaget i offensiven. Marskal Semjon Timosjenko fik kommandoen over Militærdistrikt Leningrad. I februar angreb den Røde Hær igen Finland, men denne gang var den bedre forberedt. Den Røde Hær besejrede finnerne, som blev tvunget til at slutte fred den 12. marts 1940, og Maretskov kunne høste æren for at have været leder af de forreste sovjetiske enheder. Han blev udnævnt til Sovjetunionens Helt, den højeste æresbevisning i Sovjetunionen. Senere blev Meretskov generalstabschef og derefter viceforsvarsminister. 

## Den Store Fædrelandskrig

### I fængsel
Da den tyske invasion af Sovjetunionen, Operation Barbarossa, begyndte den 22. juni 1941, var Meretskov medlem af den sovjetiske overkommando, STAVKA, og forsøgte at lave en plan, som kunne standse den tyske fremrykning. I august blev han sendt til hovedkvarteret for nordvestfronten for dér at fungere som STAVKA's repræsentant. I september 1941 beskyldte Lavrentij Berija, lederen af det hemmelige politi NKVD, ganske ubegrundet Meretskov for at være forræder. Han blev arresteret og sad fængsel indtil oktober, hvor Stalin stod overfor en desperat mangel på kompetente generaler. Meretskov var blevet slemt tortureret i fængslet. Efter løsladelsen spurgte Stalin ham: "Hvordan har du det?" (Montefiore Stalin 338).

### En sejr ved Tikhvin
Meretskov blev udnævnt til øverstbefalende for 4. Armé, som var indsat i forsvaret af Leningrad mod 
den tyske Heeresgruppe Nord under von Leeb. Ved et aktivt forsvar med stadige modangreb fik han de tyske angreb til at gå i stå, og den 10. december 1941 gik han i offensiven og generobrede Tikhvin. Midt under slaget beordrede Stavka Meretskov til at organisere en ny Volkhov Front. Den 30. december 1941 havde Meretzkov kastet von Leeb's tropper tilbage dertil, hvor de havde indledt deres offensiv mod Tikhvin. Ifølge en af Østfrontens førende historikere, David Glantz: "Blitzkrigskonceptet mislykkedes for første gang under 2. verdenskrig... som forvarsel" om den sovjetiske sejr ved Moskva. 
Slaget ved Tikhvin var også betydningsfuldt ved, at det hjalp den Røde Hær i Slaget om Moskva. I stedet for at sende tropper fra Heeresgruppe Nord til Moskva måtte tyskerne forstærke deres hære i nord med divisioner fra Heeresgruppe Mitte og divisioner, som tyskerne havde planlagt at indsætte ved Moskva. David Glantz: "Under denne den mest kritiske fase af krigen var 32% af de tyske styrker, der var indsat nord for Pripet sumpene, herunder næsten to hele pansergrupper, fastlåst i kampe ved eller omkring" Tikhvin. Den tyske hær mistede 45.000 mand i slaget.

### Nordrusland
I december 1941 blev Meretskov udnævnt til øverstbefalende for Volkhov Fronten (armégruppe) i Nordrusland, en stilling han havde indtil februar 1944.  
Som chef for Volkhov-fronten var Meretskov i stand til endeligt at stoppe den tyske offensiv i nord og forhindre tyskerne i fuldstændig at omringe Leningrad. Gennem en stor del af krigen gennemførte Meretskovs Volkhov-front en række offensiver i samarbejde med Leonid Govorovs Leningrad Front i et forsøg på at bryde den tyske belejring af Leningrad. Endelig i januar 1943 lykkedes det at forbinde Volkhov og Leningrad fronterne nær Siniavino. Med en åben forbindelse over land kunne der nu flyttes tropper og forsyninger, og Govorov og Meretskov igangsatte en række offensiver med det formål at presse tyskerne tilbage og endeligt bryde blokaden af Leningrad. Dette lykkedes med den strategiske Leningrad-Novgorod Offensiv i januar 1944. 
I februar 1944 blev Meretskov overført til den Karelske Front længere mod nord. Her bistod han Govorovs Leningrad Front, da de forsøgte at invadere Finland og presse finnerne ud af krigen. Operationen var en delvis succes, idet finnerne blev tvunget til at søge fred, men offensiven var plaget af en række vanskeligheder og stærkt finsk forsvar. I oktober blev Meretskov beordret til at rydde byen Petsamo i det nordlige Finland for tyskere og drive dem tilbage til Norge. Meretskov kunne udnytte sit kendskab til krigsførelse i arktiske områder, da han igangsatte en koordineret offensiv, kaldet Petsamo–Kirkenes Offensiven, som drev tyskerne tilbage fra deres stillinger. Efter denne offensiv blev Meretskov forfremmet til marskal af Sovjetunionen den 26. oktober 1944. 

### Fjernøsten
Meretskovs næste store opgave kom i Manchuriet i Det fjerne Østen i 1945, hvor han blev udpeget til at føre den 1. Fjernøstlige Front i Operation Storm på grund af hans kendskab til terrænet. Meretskovs styrker knuste uden problemer deres japanske modstandere i denne afsluttende kampagne i krigen.

## Efter krigen
Efter krigen havde Meretskov kommandoen over en række militærdistrikter indtil 1955, bl.a. Moskva militærdistrikt i 1947-1949.Herefter blev han udnævnt til viceforsvarsminister, en post han beklædte indtil 1964. Derefter blev han udnævnt til generalinspektør i forsvarsministeriet, en overvejende ceremoniel post. Meretskov døde den 30. december 1968. Hans urne er bisat i Kreml. 

## Eftermæle
Meretskov betragtes som en af de dygtigste sovjetiske generaler under 2. verdenskrig og var en af de højest dekorerede. Han modtog Sejrsordenen, den højeste medalje, og rang af Sovjetunionens Helt. En skole for tankkommandører (ru: Благовещенское высшее танковое командное краснознамённое училище) i Blagovesjtjensk i Det fjerne Østen og gader i Moskva, Novgorod og andre byer er opkaldt efter ham.